# 兴隆华侨农场
兴隆华侨农场（又名兴隆华侨旅游经济区），是中华人民共和国海南省的一个华侨农场，位于万宁市西南太阳河畔的兴隆墟，现由万宁市人民政府管理，加挂兴隆华侨旅游经济区牌子。兴隆华侨农场自1951年成立以来，共安置了来自马来西亚、印尼、泰国、越南等21个国家和地区的归难侨13,482人，是中国最大的华侨农场。

## 历史沿革

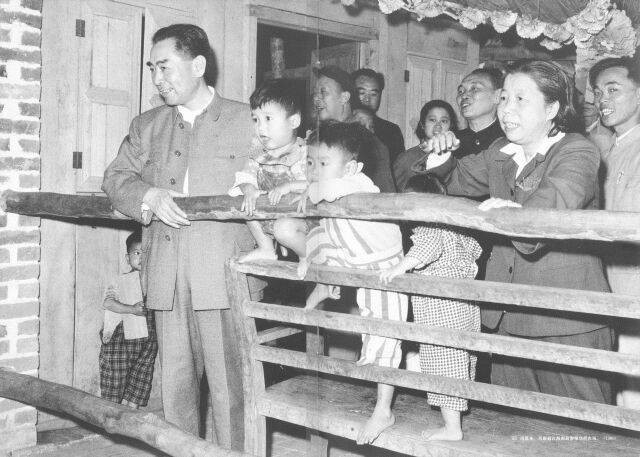
1960年，周恩来、邓颖超参观兴隆农场

1951年6月，700名受英国当局迫害的马来亚华侨归国，在广东省侨委会三名干部的带领下来到兴隆墟，由政府发给安家费和生活费开展生产自救。1951年9月正式成立兴隆华侨集体农庄，隶属中央归国难侨处管理委员会海南归国难侨处管理。1956年2月改称国营兴隆华侨农场，隶属中侨委和广东省侨委领导。1958年9月，改制为兴隆人民公社，划归崖县管理:117；1959年4月恢复国营华侨农场，直属广东省侨委。1969年3月，广州军区生产建设兵团成立，兴隆农场改为第二师第八团，由军方管理:40。1974年9月兵团解散，恢复兴隆农场，划归广东农垦系统管理。1978年9月，划归广东省侨办下属的华侨农场管理局，1998年海南省成立后改由海南省侨务办领导:236。2007年8月，划归万宁市管理，实行政企分离，成立万宁市兴隆华侨旅游经济区，同时保留兴隆华侨农场的牌子；2012年12月28日，兴隆华侨旅游经济区正式揭牌。2014年，兴隆华侨旅游经济区被住房和城乡建设部列入全国重点镇名单。
中国军政领导人刘少奇、朱德，周恩来、邓小平、郭沫若、董必武、彭真、陈毅、李先念、叶剑英、聂荣臻、王震、习近平都曾到兴隆农场视察。

## 地理位置

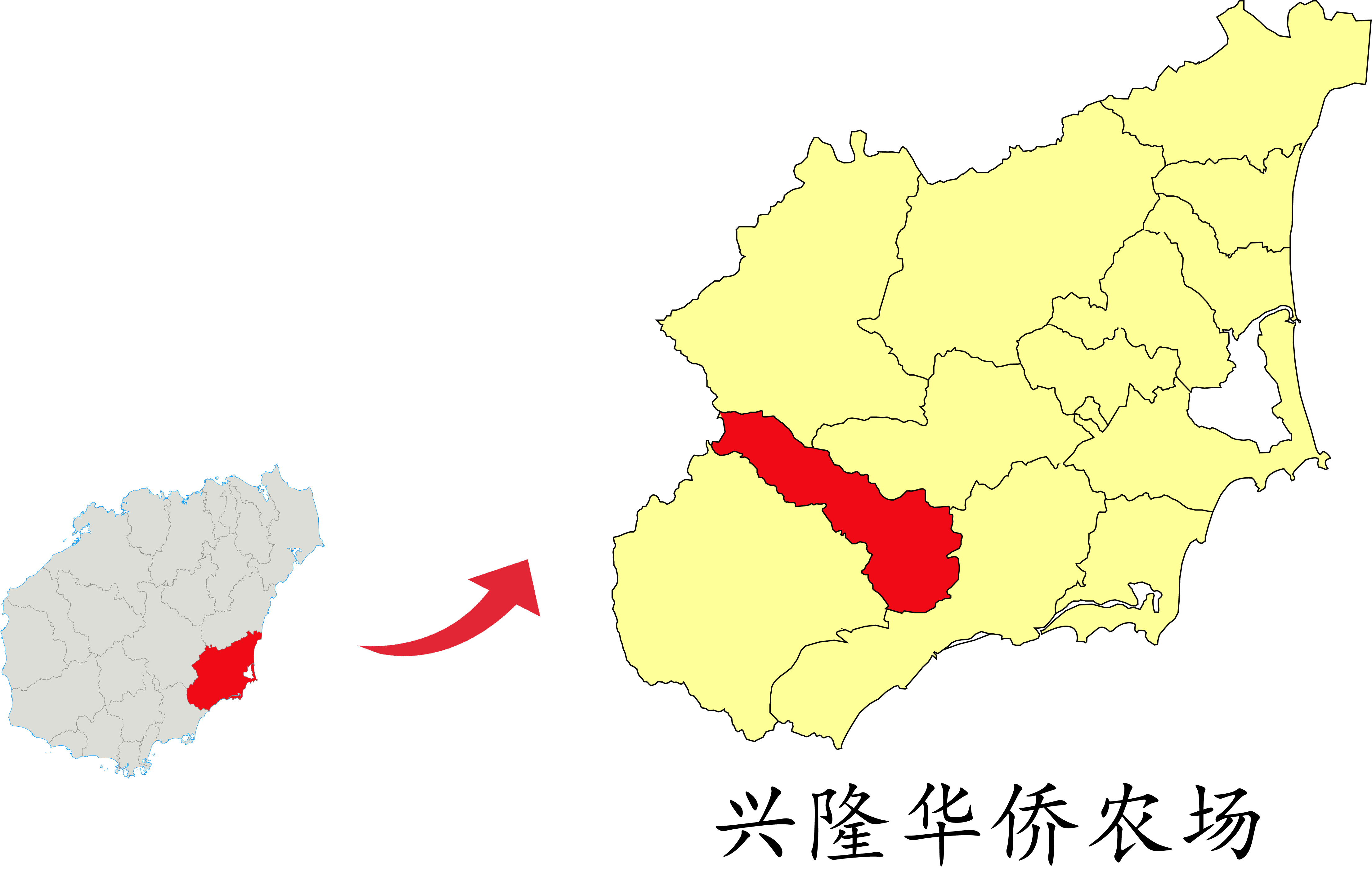
兴隆华侨农场在万宁市的位置

兴隆华侨农场位于海南省东南部万宁市境内，距市区中心万城镇25千米，处于东线高速铁路和高速公路千米。东南面与礼纪镇毗邻；西面与南桥镇及琼中县接壤；北面与三更罗镇和长丰镇等地相依。

## 行政管理
万宁市兴隆华侨旅游经济区与兴隆华侨农场实行“一个机构两块牌子”，经济区工委、管委会是中共万宁市委、万宁市人民政府的派出机构，为副处级事业单位。行政区划上，兴隆华侨农场是一个类似乡级单位，管辖6个橡胶分公司23个生产队（由原58个生产队合并），户籍人口约2.7万多人（其中归侨6515人，侨眷9907人）。

## 农业发展
兴隆华侨农场大量种植橡胶、椰子、胡椒、咖啡、油棕、可可、榴莲、菠萝蜜、人心果等东南亚热带作物。兴隆华侨农场建设的太阳河咖啡厂是中华人民共和国第一家咖啡加工厂，主要产品有兴隆咖啡，1960年，周恩来到兴隆农场视察时曾称赞说“兴隆咖啡是世界一流的，我喝过许多外国咖啡，还是我们自己的咖啡好喝。”回到北京后，周恩来嘱咐秘书打电话给上海食品分司，让他们派去高级工程师详细记录下兴隆咖啡的炒制、冲泡经验。20世纪90年代开始，兴隆咖啡逐渐在市场竞争中败落。2015年统计，兴隆农场种植有橡胶、咖啡、胡椒、水稻、椰子共56平方千米，橡胶种植面积达到30.67平方千米，实现橡胶干胶产量2,000吨；咖啡种植33.33公顷，年产量40多吨:289。

## 文化旅游
因接收了来自多国的归侨，兴隆农场的居民生活、建筑、风俗习惯和教育文化都有外来文化的影子，有大马高脚屋、印尼鸳鸯门、泰国多手大佛等标志建筑，街道上常见印尼女归侨穿筒裙、大马男归侨着花布衣裳、越南归侨头戴斗笠脚蹬越南鞋，因此兴隆农场也被戏称为“小联合国”。1990年起，兴隆把发展旅游经济作为振兴农场的龙头。2010年，兴隆农场入选首批全国特色景观旅游名镇。如今，万宁市重点发展兴隆华侨旅游经济区，兴隆旅游城集温泉、娱乐、购物、旅游观光为一体，年接待国内外游客近400万人次，已成为海南省内除海口、三亚外的第三大旅游接待地。